# Pogromo de Shusha
El pogromo de Shusha  fue un pogromo realizado contra la población de etnia armenia en Shusha, ciudad de la región de Nagorno-Karabaj. El suceso tuvo lugar entre el 22 y 26 de marzo de 1920 y en el marco del conflicto entre Armenia y Azerbaiyán por el control del territorio de la región, reclamado por ambas partes. El resultado fue la masacre de la población armenia, la destrucción de sus barrios en Shusha y la eliminación de la población armenia de la ciudad.
Las estimaciones sobre la cifra de víctimas son inciertas y variadas: desde 500 a 30 000 armenios y la destrucción de muchos edificios en Shusha. El Parlamento de Bakú se negó incluso a condenar las matanzas de Shusha iniciándose la Guerra de Alto Karabaj. El historiador Giovanni Guaita escribió, «durante décadas las autoridades soviéticas de Azerbaiyán trataron de negar y silenciar los asesinatos en masa de alrededor de 30 000 armenios».

## Antecedentes

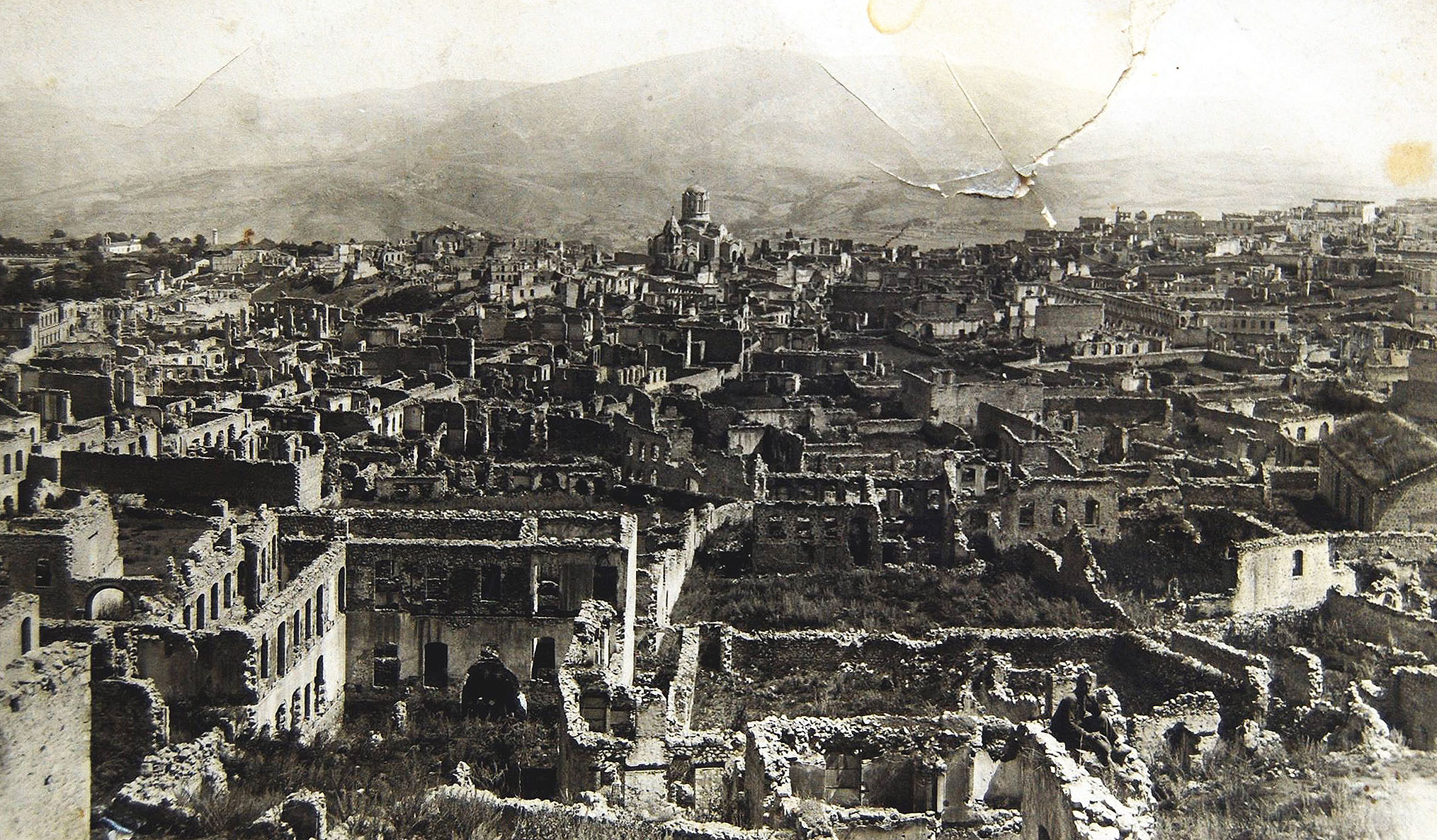
Sector armenio de Shusha destruido por las fuerzas armadas de Azerbaiyán en 1920, al fondo se observan los perfiles de la catedral del Salvador y la iglesia de Aguletsots.

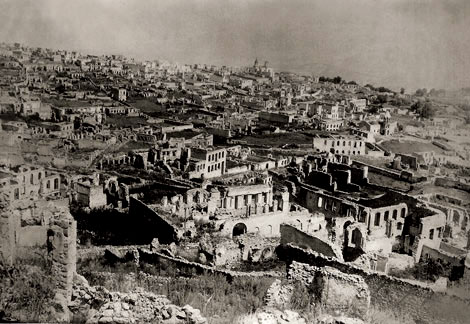
Ruinas del sector armenio de Shusha luego del pogrom de 1920 pogrom.

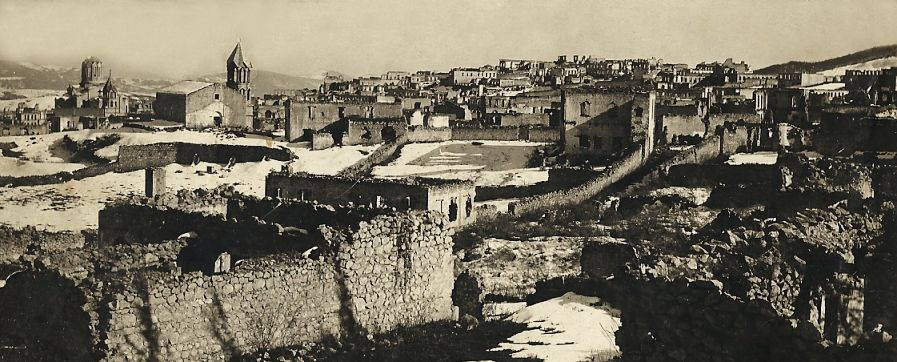
Sector armenio de la ciudad de Shusha en Nagorno-Karabakh luego de la masacre.

Al final de la Primera Guerra Mundial, la soberanía del territorio de Nagorno-Karabaj fue disputada por las recién fundadas repúblicas de Armenia y Azerbaiyán. Shusha su capital y la ciudad más grande del territorio, con una población mixta integrada principalmente por personas de etnia armenia y azerí tártaros, se encontraba en el centro del conflicto. 
El gobierno de Azerbaiyán en Bakú proclamó la anexión del territorio en disputa el 15 de enero de 1919, nombrando a Khosrov bek Sultanov, "propietario de grandes extensiones de Karabaj... un ardiente panturquista, un amigo de la Ittihadistas de Constantinopla, y un terror para todos los armenios", como gobernador general de Karabaj. Gran Bretaña (que tenía un pequeño destacamento de tropas estacionadas en Shusha) respaldó el nombramiento provisional como gobernador de Sultanov, pero insistió en que la decisión final sobre la soberanía del territorio disputado solamente podía ser tomada en una futura conferencia de paz. 
En respuesta al nombramiento de Sultanov, la Asamblea General de los armenios de Karabaj (Consejo Nacional Armenio de Karabaj), reunida en Shusha el 19 de febrero, «rechazó con indignación la ilegítima pretensión de los azeríes con respecto a Karabaj, declarando en cambio al territorio como parte de Armenia.»
El 23 de abril de 1919, el Consejo Nacional Armenio de Karabaj se reunió de nuevo en Shusha y rechazó una vez más las pretensiones de Azerbaiyán de establecer su soberanía sobre el territorio, insistiendo en su derecho a la libre determinación. Posteriormente, un destacamento local de Azerbaiyán rodeó los barrios de la ciudad de Shusha habitados principalmente por armenios, exigiendo a sus habitantes la entrega de la fortaleza. Hubo disparos, pero cuando los británicos mediaron en el conflicto, los armenios acordaron rendirse a ellos.
Los días 4 y 5 de junio de 1919 se produjeron enfrentamientos armados en Shusha entre las dos comunidades y Sultanov comenzó un bloqueo de la ciudad. Las enfermeras estadounidenses que trabajaban en Shusha, se expresaron "sobre una masacre provocada por los tártaros sobre 700 habitantes cristianos de la ciudad". Rápidamente se estableció un alto el fuego mostrándose la parte armenia de acuerdo con las condiciones de Sultanov y los miembros del Consejo Nacional Armenio abandonaron la ciudad. Sin embargo, una nueva ola de violencia arrasó la vecina Armenia y aldeas pobladas: a mediados de junio los azeríes montaron tropas "irregulares", cerca de 2000 fuertes, atacaron, saquearon y quemaron el pueblo armenio de Khaibalikend, en las afueras de Shusha, resultando muertos alrededor de 600 armenios.
El séptimo Congreso de los armenios de Karabaj que se celebró en Shusha el 13 de agosto de 1919, concluyó con un acuerdo el 22 de agosto, que establecía que el territorio de Nagorno-Karabaj se consideraba provisionalmente dentro de las fronteras de la República de Azerbaiyán, hasta que su situación final se decidiera en la Conferencia de Paz en París. 
El 19 de febrero de 1920, Sultanov emitió una demanda al Consejo Nacional Armenio de Karabaj con suma "urgencia para resolver la cuestión de la incorporación definitiva de Karabaj a Azerbaiyán". El Consejo, en su octavo congreso celebrado del 23 de febrero al 4 de marzo, le respondió a Azerbaiyán que la demanda violaba los términos del acuerdo provisional del 22 de agosto y advirtió de que "la repetición de los acontecimientos van a obligar a su vez a los armenios de Nagorno-Karabaj a implementar los medios adecuados para su defensa".

## El pogromo
Simultáneamente, las fuerzas armenias atacaron a las fuerzas de Azerbaiyán en sus guarniciones de Shusha, Khankendi y Askeran y la lucha se propagó pronto a los distritos tártaros vecinos de Ganja y Najicheván. Sin embargo, las fuerzas armenias temporalmente habían logrado solo tener el control de Askeran, mientras que en sus ataques en Shusha y Khankendi fueron rechazados, y las fuerzas de Azerbaiyán iniciaron un contraataque. 
Según la Gran Enciclopedia Soviética (tercera edición, 1970) estos eventos resultaron en la muerte de 2096 habitantes de la ciudad. Posteriormente, solo unas pocas familias armenias permanecieron allí.
Nadezhda Mandelstam escribió sobre Shusha en la década de 1920: "... en esta ciudad, que antes de los sucesos acaecidos era pujante y con todas las comodidades, la situación actual es de catástrofe y las matanzas han sido terribles... Dicen que después de las matanzas todos los pozos estaban llenos de cadáveres... No se ve a nadie en las calles en la montaña. Sólo en el centro de la ciudad en la plaza del mercado, había una cantidad apreciable de personas, pero no había ningún armenio entre ellos, todos eran musulmanes".
El 21 de enero de 1936, en el Kremlin de Moscú, durante la recepción de los delegados de la República Socialista Soviética de Azerbaiyán, Sergó Ordzhonikidze recuerda su visita a los lugares destruidos en Shusha: "Aún hoy me acuerdo de lo que vi en Shusha, en 1920, con horror. Una de las más bellas ciudades de Armenia fue completamente destruida, y en los fosas hemos visto cadáveres de mujeres y niños".
El exministro del Interior de la República Democrática de Azerbaiyán, Behbut khan Javanshir, fue asesinado durante la Operación Némesis de la Federación Revolucionaria Armenia como represalia por haber estado involucrado en estos acontecimientos.

## Recordatorio
El destacado poeta ruso Osip Mandelstam, que se encontraba en Shusha en 1931 escribió un poema ("El Phaeton Driver") dedicado al pogromo de Shusha: 
En Nagorno-Karabaj 

Estos fueron mis temores 

Cuarenta mil ventanas vacías

Son visibles allí en todas direcciones, 

El capullo de un trabajo desalmado 

Enterrado en la montaña.
Una de los líderes de la República Socialista Soviética de Azerbaiyán en el Komsomol, Olga Shatunovskaya, más tarde escribió en sus memorias: "Azerbaiyán no quiere perder el poder en Nagorno-Karabaj ya que es una gran región. Es autónoma, pero solo nominalmente, en estos años se echó a muchos armenios, cerrando escuelas y colegios. Anteriormente, la principal ciudad fue Shusha. En la década de 1920 hubo una gran matanza, que quemó todo el sector central de la ciudad, y luego no fue reconstruido".
Dos activistas comunistas prominentes armenio-rusos, Anastás Mikoyán y Marietta Shaginyan, escribieron acerca de los pogromos en sus memorias. Mikoyan, que se encontraba en la región, más tarde comentó: "Según la información de reconocimiento, el gobierno de Azerbaiyán dispuso de un ejército de 30 000 efectivos, de los cuales 20 000 desplegaó cerca de la frontera de Armenia... El ejército de Azerbaiyán, poco antes habían masacrado a los armenios en Shusha, Karabaj."
El escritor ruso-georgiano Anaida Bestavashvili en su publicación "El pueblo y los monumentos" compara los pogromos y la quema de Shusha a la tragedia de Pompeya.
El historiador Christopher J. Walker escribió, sobre las acciones de Sultanov, "Karabaj es un asunto grave para los británicos. Las acusaciones de una complicidad directa británica en la masacre de armenios no pueden ser sostenidas, pero esas muertes fueron el resultado de la tendencia casi inconsciente del apoyo británico a 'nuestros amigos tradicionales' - los ricos - y haciendo caso omiso de los deseos de la mayoría."
El 1 de julio] de 1997, en su discurso ante la Cámara de los Lores, la baronesa Caroline Cox expresó, "los armenios han sufrido repetidamente atrocidades a manos de los turcos y azeríes, incluyendo el asesinato de 1,5 millones de armenios por parte de Turquía en el genocidio de 1915; la masacre de 20 000 armenios en la antigua ciudad armenia de Shusha en 1920, y las masacres de Sumgait y Bakú en 1988 y 1990."
Otro miembro de la Cámara de los Lores, Lord Hylton, quien viajó a Karabaj y Armenia bajo el auspicio de la Solidaridad Cristiana Internacional, junto con su Presidente Caroline Cox escribió en su informe de la Comisión de Asuntos Exteriores, que las actividades de un conjunto de turco-azeríes en el ejército entre 1919 y 1920 había eliminado zonas en el lado este de Nagorno-Karabaj, y cambiado la mayoría étnica armenia de Shusha por poblaciones de mayoría azerí "obligando a muchos de los primeros a mudarse de Shusha a Stepanakert, y Bisop Vartan y asesinar a muchos otros".
El analista Kalli Raptis escribió en su libro Nagorno-Karabaj y el Corredor de Transporte de Eurasia luego de investigar, "En julio de 1918, la Primera Asamblea Armenia de Nagorno Karabaj declaró la región de gobierno autónomo y se creó un Consejo nacional y un gobierno. En agosto de 1919, el Consejo nacional de Karabaj celebró un acuerdo provisional de tratados con el gobierno de Azerbaiyán a fin de evitar un conflicto militar con un adversario superior ". Azerbaiyán violó el tratado en marzo de 1920 con la masacre de los armenios de Nagorno-Karabaj de la capital, Shushi (llamado Shusha por los azerbaiyanos) ".
El moderno politólogo ruso Timur Polyannikov en su publicación Vityaz na rasputie se refirió a las marcas de los pogromos en Shushi entre otros acontecimientos de la historia armenia ", organizado por pro-azerbaiyano turcos del partido "Musavat".
El libro Armenia, Armenia: sobre el país y la gente de los tiempos bíblicos hasta nuestros días se considera un libro de referencia a cerca de los pogromos de Shusha, como parte del genocidio de los armenios en todo la oriental Armenia: "Shusha, la capital de Karabaj fue incautada por los nacionalistas de Azerbaiyán el 23 de marzo de 1920, más de 20 000 armenios fueron asesinados y 7000 casas, bibliotecas, iglesias, cementerios y panteones fueron arrasados en solo tres días y tres noches."
El periodista Thomas de Waal escribió en su libro Jardín Negro acerca de estas actividades: "Los terrible pogromos en Shusha tuvieron lugar en 1920 poco después de que los rusos abandonaron la ciudad a causa del colapso económico y la guerra civil. Esta vez las fuerzas azeríes en número superior arrasaron los barrios armenios de la ciudad, quemaron todo y mataron a cientos de civiles armenios... Las ruinas del barrio armenio de la ciudad permanecieron intactas por más de cuarenta años." En otro lugar escribió que el número de personas masacradas era de 500.
Según el autor Thomas de Waal: 
En Karabaj, la comunidad armenia se dividió entre el antiguo dilema de la cooperación o confrontación. Hubo aquellos - principalmente de la Dashnak y aldeanos - que querían la unificación con Armenia, y aquellos - principalmente bolcheviques, comerciantes, y profesionales - que, en palabras del historiador armenio Richard Hovannisian "admitían que eran el distrito oriental de la Transcaucasia y económicamente buscaron acomodo con el Gobierno de Azerbaiyán como la única alternativa a un Karabaj en ruinas". Este último grupo se concentraba principalmente en Shusha, pero ambos grupos fueron asesinados o expulsados cuando una rebelión armenia fue brutalmente reprimida en marzo de 1920 con un saldo de cientos de armenios asesinados en Shusa. También escribió que "En marzo de 1920, un ejército azerbaiyano saqueó la ciudad y mató alrededor de cinco centenares de armenios."
Según Tim Potier: Después de la Revolución de Octubre, Karabaj pasó a ser parte de la independiente República de Azerbaiyán, a pesar de que su control fue tema de acaloradas disputas por las fuerzas otomanas y británicas, así como, por supuesto, entre armenios y azerbaiyanos. Finalmente, sin embargo, los británicos reafirmaron la jurisdicción sobre Karabaj de Azerbaiyán por el nombramiento de un gobernador musulmán en Shusha. Shusha había, por esta vez, llegado a ser considerado por el pueblo armenio como un centro cultural armenio y no fue hasta el 28 de febrero de 1920 que con renuencia los armenios reconocieron la autoridad de Azerbaiyán. La situación se alteró a raíz de los acontecimientos del 4 de abril, cuando un éxodo en masa de los armenios de Shusha a cerca Khankende (Stepanakert, en la actualidad la capital de Nagorno-Karabaj), a raíz de un levantamiento armenio sofocado por las fuerzas azeríes, transformado, casi de la noche a la mañana a Shusha en una ciudad azerí.
El 20 de marzo de 2000, se colocó en Shusha un monumento de piedra, en homenaje a las víctimas del pogromo. El gobierno de la República de Nagorno-Karabaj presentó una propuesta a la Asamblea Nacional para establecer el 23 de marzo como un día de memoria de las víctimas de los pogromos de Shusha.

## Denominación oficial
Además del nombre de "matanzas de Shusha", el pogromo de Shusha, a veces es referido por fuentes armenias como "genocidio". 
"La masacre de los armenios en Shushi en 1920 no es más que un genocidio, según el Presidente de la Comisión parlamentaria de Relaciones Exteriores de Karabaj, Vahram Atanesyan, dijo en una conferencia de prensa de hoy. Dijo que la matanza fue perpetrada por Azerbaiyán, con el apoyo del cuerpo expedicionario turco. Atanesyan destacó que Karabaj nunca ha sido parte de Azerbaiyán y era independiente de facto en ese momento, su condición debe ser reconocida por Armenia, Georgia y Azerbaiyán".